# 銀座わが町
『銀座わが町』（ぎんざわがまち）は、NHK総合テレビジョンで1973年4月4日から1974年3月27日まで、毎週水曜日20時00分 - 21時00分で放映されたテレビドラマ。全49話。作・小野田勇。

## 概要
銀座の老舗の天ぷら屋「江戸春」とレストラン「ぎんざ亭」はなぜか代々犬猿の仲であった。両家に関わる人々の人間模様や騒動を明るくコミカルなタッチで描いたホームドラマの佳作。ベテラン・中堅・若手の名優・人気俳優達が大挙出演し、史上最も豪華なホームドラマ（の一つ）ともいわれる。

## 出演者
篠宮雪
演 - 中村玉緒
江戸春の当代で女将。
篠宮春吉
演 - 宇野重吉
江戸春の先代で、大旦那
義父
篠宮かおる
演 - 海老名美どり
娘
篠宮ひかる
演 - 鮎川由美
娘
篠宮八重演 - 黒柳徹子
カメラマン
三津江
演 - 森光子
江戸春の女中頭 ・仲居
富三
演 - 藤岡琢也
江戸春の板前
野呂平作
演 - 三木のり平
親類
国分王介
演 - フランキー堺
ぎんざ亭の当主
国分松代
演 - 北林谷栄
ぎんざ亭の当主の母親
国分伸介
演 - 原田大二郎
ぎんざ亭当主の長男で新聞記者
国分恭介
演 - 小倉一郎
国分賢介
演 - 相吉賢一
溝口銀子
演 - 島田陽子
有馬一六
演 - 有島一郎
和菓子店主人
南郷弘
演 - 郷ひろみ
谷四季子
演 - 岸田今日子
江見和子
演 - 新藤恵美
その他
演 - 芦田伸介、志村喬、加藤嘉、下川辰平、峰竜太、志垣太郎、竹下景子、青山孝（フォーリーブス）

## トピックス
- 主演級俳優が多く出演しているため、エピソードごとに中心になる俳優が入れ代わった。一話完結は少なく、ひとつの出来事を数話にかけて描き、自然に次のエピソードに繋がっていくスタイルが特長だった。
- 島田陽子と原田大二郎が後に恋人になる設定で、オープニングでは二人並んで（島田が上で原田が下）最初にクレジットされた。主役としての役回りを演ずることもあり、他の大物俳優が中心のエピソードでは犬猿の仲の両家を取り持つ狂言回し的な役柄をもこなした。島田陽子は田舎から出てきた清純で芯の強い薄幸な娘で、勤め先で早朝から勤勉に働き主人の信頼も厚いという役柄で登場した。
- 島田陽子の祖父は、かつて菓子店を銀座で開いていて、宇野重吉と北林谷栄とも親友であった。ドラマは島田陽子が祖父の菓子店を再興する夢を持って田舎から出てくるところから始まり、彼女の下宿先を巡って江戸春とぎんざ亭がやりあう事になる。（番宣も宇野重吉と北林谷栄が互いに「うちだよ！」とやりあうシーンである）結局、島田は1か月ずつ交代で、江戸春とぎんざ亭に下宿することになる。
- 原田大二郎は、ぎんざ亭当主の長男であるが、新聞記者（「婦人家庭欄」担当）をしている。次男（小倉一郎）がぎんざ亭のコックであり、店を継ぐ予定になっている。原田と小倉の母親は他界しており、末っ子は離婚した堺の後妻の子である。堺と中村の接近（後述）したきっかけは、その末っ子が中村に懐いたことからである。
- 島田陽子は、原田大二郎と黒柳徹子が、一方、原田は、島田と芦田伸介が仲良くしている（原田は、父親のフランキー堺と喧嘩して家出した時、仕事での知り合いでもある黒柳のマンションに泊めてもらった、一方、島田は勘当されていた芦田の娘と芦田を和解させようと奔走していた）のを見て、互いに嫉妬心を抱いてしまうシーンがある。
- 加藤嘉は、島田の祖父の菓子店で働いていた菓子職人の役で、有島の店で有島と島田に祖父の店の名物であった「マロン饅頭」を再現してみせる。
- 当主同士の中村玉緒とフランキー堺は中盤から接近し（ぎんざ亭主人のフランキー堺は、旅先の京都で盲腸炎で入院したとき「誰も知り合いがいない」という理由で、たまたま一緒にいた江戸春女将の玉緒が献身的な看病をしたのがきっかけで）恋愛関係になる。後に江戸春の土地を狙った悪徳金融業者が中村に接近し、法外な条件で融資を押し付けようとしたところを、堺が駆けつけ救うことになる。
- 江戸春の従業員同士の森光子と藤岡琢也は、女将との三角関係に耐えられなくなった（藤岡がプラトニックに未亡人の玉緒を慕う思いを知ることとなる）仲居の森が、戸越銀座にカウンター数席の小さなてんぷら食堂を開業。板長の藤岡が指導・応援に暫く通うことになる。
- 最終話では先代主人同士の宇野重吉と北林谷栄も若い頃は恋愛関係にあったことが明らかになる。二人は若い頃、駆け落ちしようとしたが、待ち合わせの場所にお互いが来なかった、と言い合っているところへ銀座の商店会の長老（志村喬）が割って入り、二人がともに同じ名前の全然別のだんご屋で待っていたことが判明し、誤解がとけて両家は和解、物語も大団円となった。
- ラストは、江戸春の支店廻りをしていた中村玉緒が、ぎんざ亭に入ってしまい、「間違えてしもたわ」と照れ笑いするシーンである。
- 森光子は『時間ですよ』と並行しての出演で既にお茶の間のトップスターであったが、このドラマでは主要人物の一人というポジションだった。森は開始時に登場した後すぐに渡米ということで姿を消し、後半に復帰した。復帰後は森が事実上の主役といえる回も多かった。フランキー堺もこのドラマが放映された頃までは、年数本の喜劇映画に主演する映画スターであった。また脇役として出演の郷ひろみも当時既にプロマイド売上げ1位のトップアイドルであった。
- 当時大学生だった竹下景子は、ナンパ男に付きまとわれているところを小倉一郎演じるぎんざ亭の次男坊に救われるデパートの店員役で登場。そのまま小倉と付き合う仲となり、互いの恋人が兄弟であるため、島田陽子とも姉妹のような関係になり、最終回では島田が開店する菓子店の店員に転職する。
- 黒柳徹子は脇役（江戸春側の親族。跳ねっ返りハイミス）としてだが、頻繁に登場している。
- 志垣太郎は、チンピラともみあいになっていたところを藤岡琢也に助けられ、江戸春に勤めることになる青年の役で登場。何となく世をすねた感じがあったが、後にある日本舞踊の家元の跡継ぎだと判明する。志垣は、憧れていた年上の女性（家元である父親の弟子）が父親と結婚してしまったことにショックを受け、家を出ていたのだった。義母となってしまったその女性が連れ戻そうと江戸春にやってくるが、志垣は吹っ切れたように江戸春の人々の温かさとここでもっと修業したいことを述べ、帰宅を断る。だが、その後は世をすねたような態度はなくなった。その後、家元である父親が病に倒れると、志垣は、新たな家元となって後を継ぐ決意をし、江戸春の人々の心遣いに感謝しながら父親のもとに戻る。

## ドラマ内外でのエピソード
- 江戸春のモデルは銀座・天国（てんくに）、ぎんざ亭のモデルは煉瓦亭であり、特に江戸春のセットは天国旧店舗の造りにそっくりである。
- 江戸春とぎんざ亭の出店対決では、様子を見に来た宇野重吉がスタッフに休憩させている間に自分で天麩羅を揚げ始めたら「親父が自分で揚げるのか。これは本物だ」と大量に客が集まり、江戸春の圧勝。
- 「ゲルピンティー」というメニューが岸田今日子の親族が経営する喫茶店に出てくる。これは貧乏な学生のために用意された「ただのお茶」である。ゲルピンはゲルト（お金）がピンチということ。
- フランキー堺と岸田今日子がふたりで一夜を過ごしたときき、どんな話したの？とフランキー堺が聞かれるが、色気ではなく食い気の話ばかりする。「恋の話はしなかったの？」と聞かれると「鯉は・・・・」、「愛の話は？」と聞かれると「鮎は・・・」などと、恋愛のことには無頓着な様子を見せる。
- 森光子は海外で挫折して帰国し、照れくさいものだから当初は自分で店を出していた。それを藤岡琢也が見つけるのだが、やがて彼女に求婚する時の言葉は「店をたたんで欲しい」であった。
- やたらとドラマ内でのカップル成立の多いドラマであったが、海老名美どりと峰竜太はこのドラマと、おはよう!こどもショーでの共演が縁でドラマ外で現実に結婚するに至る。

## 現存する映像
- 第37回、第45回、最終回の3本が現存する。

3本の内、第45話と最終話はNHKアーカイブスの「公開ライブラリー」ほか、各地の放送局に設置されたライブラリーで視聴できる。
- 2018年1月19日に「NHK番組発掘プロジェクト通信」の発掘ニュースで第1回が発掘された。番組関係者からの提供[3]。